# Žabí Kôň
Le Žabí kôň en slovaque ou Żabi Koń en polonais est un pic du massif des Hautes Tatras qui appartient aux montagnes des Carpates occidentales. Il est situé sur la frontière entre la Pologne et la Slovaquie à l'ouest du mont Rysy. Il culmine à 2 291 ou 2 295 mètres d'altitude. Il est considéré comme l'un des sommets les plus difficiles des Hautes Tatras.

## Histoire
La première ascension fut réalisée par Katherine Bröske et Simon Häberlein en 1905.